# Sepicana shanahani
Sepicana shanahani är en skalbaggsart som beskrevs av J. Linsley Gressitt 1984. Sepicana shanahani ingår i släktet Sepicana och familjen långhorningar. Inga underarter finns listade i Catalogue of Life.